# Talkirche (Geisweid)

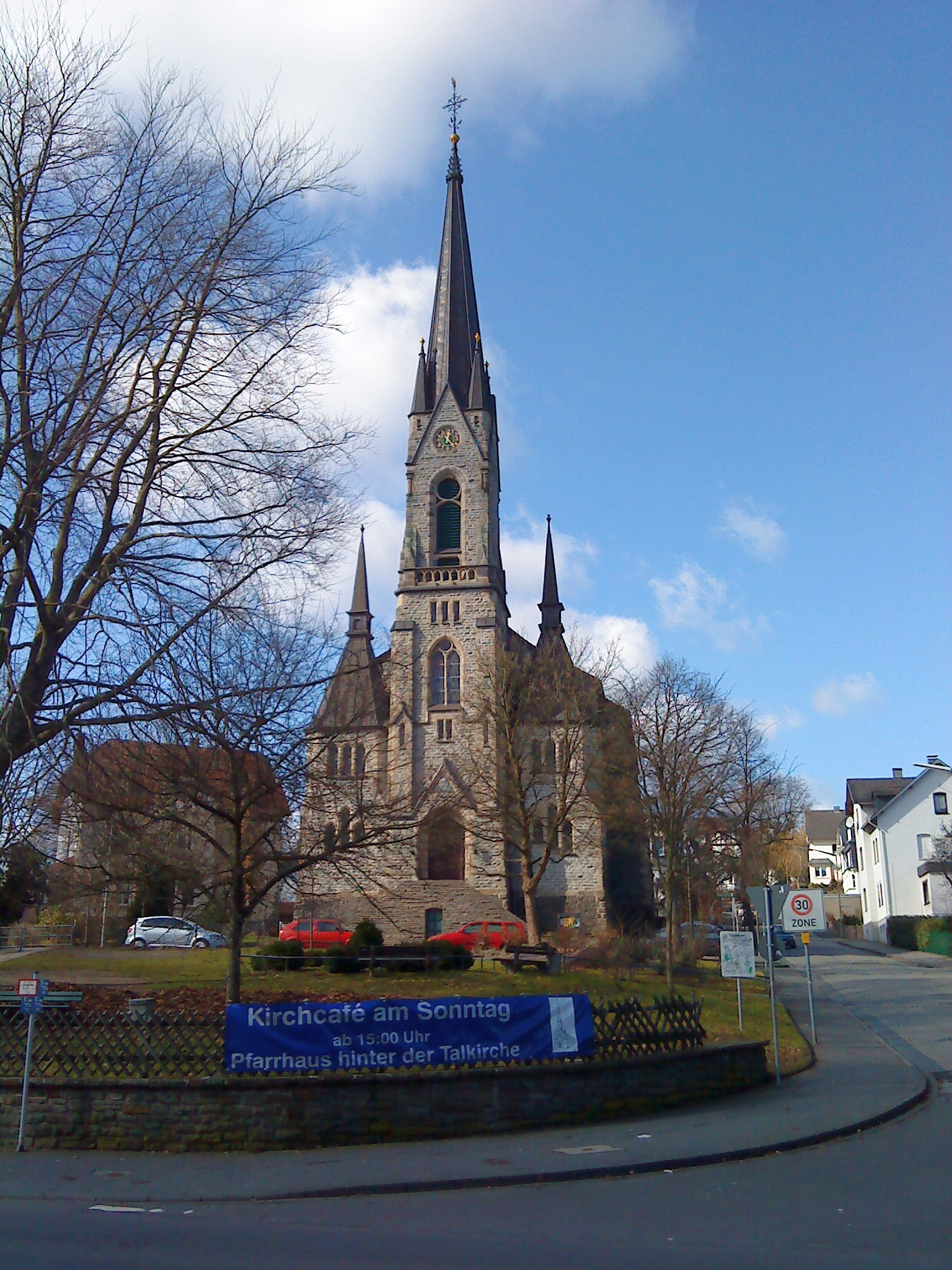
Talkirche in Geisweid

Die Talkirche ist eine evangelisch-reformierte Kirche im Siegener Stadtteil Geisweid. 
Der erste Spatenstich zum Bau der Kirche nach Entwürfen des Hagener Architekten Gustav Mucke erfolgte im August 1904. Die Grundsteinlegung wurde am 9. Oktober desselben Jahres vollzogen. Am 21. Juli 1905 fand das Richtfest im Innenraum des Rohbaus statt. Auf den 28. September dieses Jahres datiert die Fertigstellung des Turm-Mauerwerks. Auf den Tag genau einen Monat später wurde ein 400 Kilogramm schweres, schmiedeeisernes Kreuz mit Hahn auf die somit 61,5 Meter hohe Turmspitze gesetzt. Die Baukosten betrugen 144.000 Mark.